# Керови (представа)
Керови је позоришна предства коју је режирао Ерол Кадић, по тексту аустралијског глумца, редитеља и писца Кристофера Џ. Џонсона The Dog Logs. Представа је премијерно играна 3. јуна 2015. године у Дому Омладине у Београду. Представа је на редовном репертоару позоришта Академија 28 у Београду.

## О представи
Глумци у представи играју 14 раса паса, на готово празној сцени, користећи се само текстом и својим глумачким умећем. Кроз много смеха али и неколико тужних, готово трагичних прича, представа показује и преиспитује људски однос према псима, који нам пружају неограничену и безусловну љубав.